# 圣于连莱戈尔兹
圣于连莱戈尔兹（法語：Saint-Julien-lès-Gorze，法語發音：[sɛ̃ ʒyljɛ̃ lɛ ɡɔʁz]，意为“戈尔兹附近的圣于连”）是法国默尔特-摩泽尔省的一个市镇，属于布里埃区。

## 地理
圣于连莱戈尔兹（49°0'52"N, 5°54'2"E）面积10.38 平方千米，位于法国大東部大區默尔特-摩泽尔省，该省份为法国东北部内陆省份，是洛林的一部分，北邻比利时、卢森堡，北起顺时针与摩泽尔省、下莱茵省、孚日省和默兹省接壤。
与圣于连莱戈尔兹接壤的市镇（或旧市镇、城区）包括：尚布莱-比西耶尔、沙雷、多马坦拉绍塞、阿热维尔、马德河畔朗贝库尔、瓦维尔。

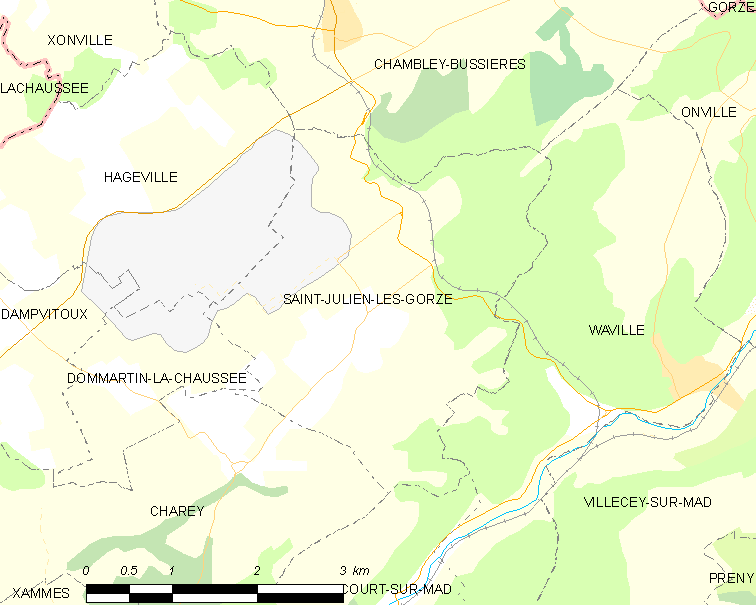
圣于连莱戈尔兹的OSM定位图

圣于连莱戈尔兹的时区为UTC+01:00、UTC+02:00（夏令时）。

## 行政
圣于连莱戈尔兹的邮政编码为54470，INSEE市镇编码为54477。

## 政治
圣于连莱戈尔兹所属的省级选区为雅尼县。

## 人口

1962-2008年间圣于连莱戈尔兹人口变化图示

圣于连莱戈尔兹于2022年1月1日时的人口数量为162人。